# Minicia
Genre
Synonymes
- Phylloeca Dahl
- Flagellicymbium Schmidt, 1975

Minicia est un genre d'araignées aranéomorphes de la famille des Linyphiidae.

## Distribution
Les espèces de ce genre se rencontrent en écozone paléarctique.

## Liste des espèces
Selon World Spider Catalog (version 26, 15/04/2025) :
- Minicia alticola Tanasevitch, 1990
- Minicia candida Denis, 1946
- Minicia caspiana Tanasevitch, 1990
- Minicia elegans Simon, 1894
- Minicia floresensis Wunderlich, 1992
- Minicia gomerae (Schmidt, 1975)
- Minicia grancanariensis Wunderlich, 1987
- Minicia kirghizica Tanasevitch, 1985
- Minicia marginella (Wider, 1834)
- Minicia pallida Eskov, 1995
- Minicia teneriffensis Wunderlich, 1980

## Systématique et taxinomie
Ce genre a été décrit par Thorell en 1875.
Phylloeca a été placé en synonymie par Simon en 1894.
Flagellicymbium a été placé en synonymie par Wunderlich en 1980.

## Publication originale
- Thorell, 1875 : « Diagnoses Aranearum Europaearum aliquot novarum. » Tijdschrift voor Entomologie, vol. 18, p. 81-108 (texte intégral).